# Boubacar Toure
Boubacar Toure (Dakar; 31 de diciembre de 1995) es un baloncestista senegalés que pertenece a la plantilla del Club Baloncesto Breogán de la Liga Endesa. Con 2,13 metros de estatura, juega en la posición de pívot.

## Trayectoria deportiva

### Universidad
Jugó una temporada con los Antelopes de la Universidad Grand Canyon, aunque pasó dos años allí plagados de lesiones, que apenas le permitieron disputar ocho partidos.
Fue transferido a los Eagles de la Universidad de Míchigan Oriental, donde disputó dos temporadas más, en la que promedió 9,6 puntos, 8,6 rebotes y 1,4 tapones por partido. En su último año fue incluido en el mejor quinteto defensivo de la Mid-American Conference.

### Profesional
El 17 de junio de 2020 firmó su primer contrato profesional con el Chorale Roanne Basket de la LNB Pro A francesa por una temporada.
El 4 de julio de 2022 fichó por el Tofaş S.K. de la Basketbol Süper Ligi turca.
El 4 de julio de 2023 fichó por Valencia Basket Club de la Liga Endesa española por una temporada mas otra opcional. El 30 de junio de 2024 el club anuncia su salida tras una temporada mermada por una lesión grave en la zona lumbar.
El 9 de diciembre de 2024 se anuncia su fichaje por los Liaoning Flying Leopards de la Chinese Basketball Association.
El 5 de febrero de 2025, firma por el Club Baloncesto Breogán de la Liga Endesa.